# Oberbörsch
Oberbörsch ist ein Wohnplatz in der Gemeinde Kürten im Rheinisch-Bergischen Kreis.

## Lage und Beschreibung
Oberbörsch liegt abseits der überörtlichen Straßen am Calenberger Weg zwischen den Ortsteilen Oberberg und Hähn am südwestlichen Rand von Kürten. Durch die Zunahme der Besiedlung bildet Oberberg mit dem größeren Oberbörsch einen geschlossenen Siedlungsbereich.
Der Name Börsch bedeutet oberhalb des Börschbachs gelegen. bos oder bors bedeutet sumpfiges oder trübes Wasser. Eine alternative Deutung ist Bösch, was Busch bedeutet. 
Eine naheliegende Alternative bezieht sich auf den in der Nähe liegenden frühmittelalterlichen Ringwall, auf Burg, Bursch, Börsch. Mundartlich spricht man von op dr Bö’esch.

### Börschbach
Der scheinbar namensgebende Börschbach entspringt mit zwei Quellen im nördlichen Teil von Oberbörsch.

## Geschichte
Die Topographia Ducatus Montani des Erich Philipp Ploennies, Blatt Amt Steinbach, belegt, dass der Wohnplatz 1715 als drei Höfe kategorisiert wurde und mit o. Bursch bezeichnet wurde. Aus der Charte des Herzogthums Berg 1789 von Carl Friedrich von Wiebeking geht hervor, dass Oberbörsch zu dieser Zeit Teil der Honschaft Engelsdorf im Kirchspiel Kürten im bergischen Amt Steinbach war und Burscheid genannt wurde. Unter der französischen Verwaltung zwischen 1806 und 1813 wurde das Amt Steinbach aufgelöst und Oberbörsch wurde politisch der Mairie Kürten im Kanton Wipperfürth zugeordnet. 1816 wandelten die Preußen die Mairie zur Bürgermeisterei Kürten im Kreis Wipperfürth. Oberbörsch zählte 1845 vier Gebäude und 30 Einwohner katholischen Glaubens. Oberbörsch gehörte zum Kirchspiel Kürten.
In der Aufstellung des Königreichs Preußens für die Volkszählung 1885 wurde Oberbörsch aufgeführt als Wohnplatz der Landgemeinde Kürten. Zu dieser Zeit wurden 12 Wohnhäuser mit 56 Einwohnern gezählt. In der Uraufnahme wird der Ort mit Oberbusch bezeichnet. Ab der Preußischen Neuaufnahme von 1893–1896 ist der Ort auf Messtischblättern regelmäßig als Oberbörsch verzeichnet. Im Jahr 1905 zählt der Ort zehn Wohnhäuser mit 53 Einwohnern und gehörte zum Kirchspiel Biesfeld.